# بند (شعر)

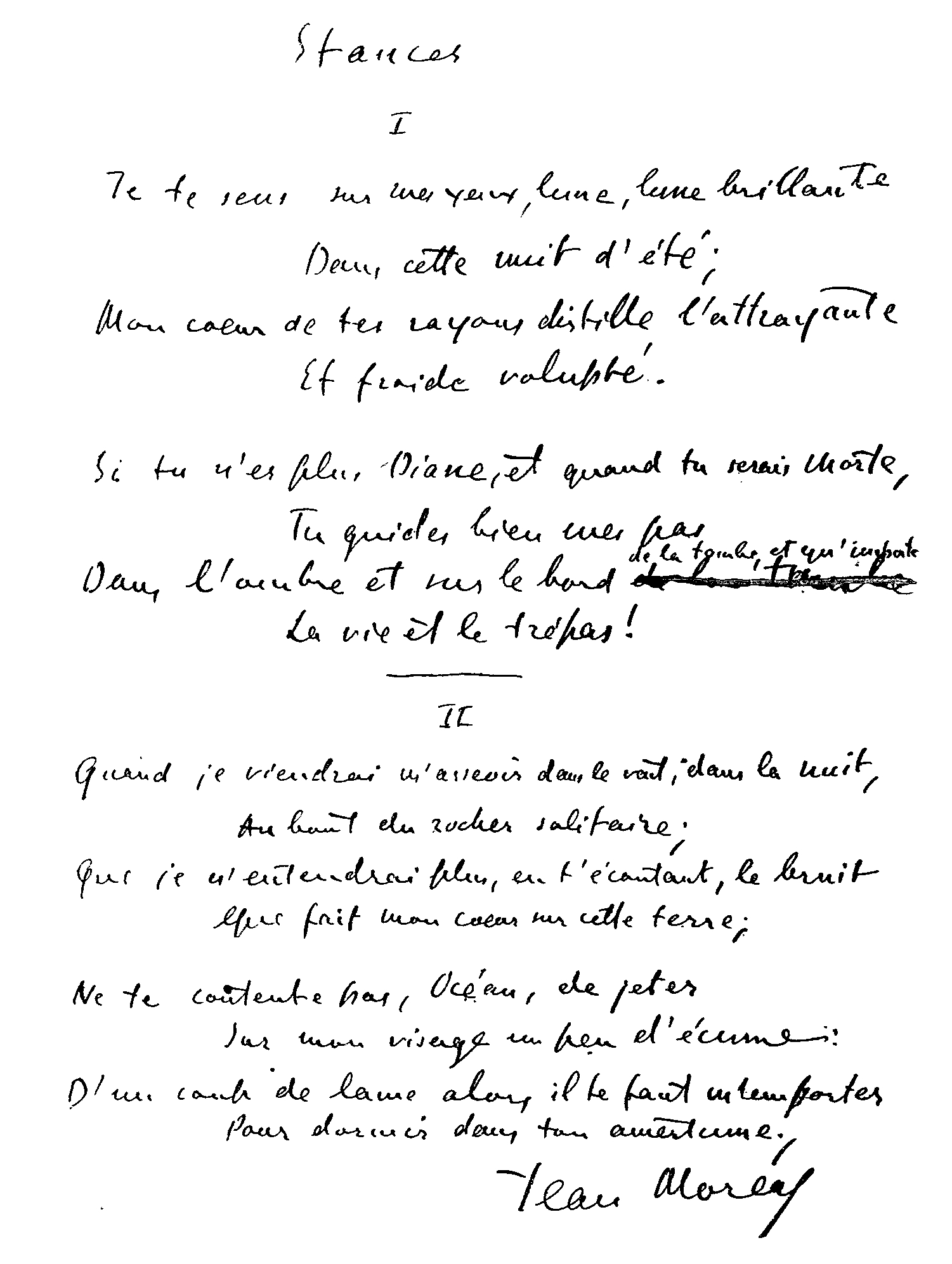
خودنویس ژان موراس (1856-1910): بندهایی از کتاب چهارم (XIII) و کتاب پنجم (XII) منتشر شده در سال 1899.

در شعر، بند (به ایتالیایی: stanza) مجموعه‌ای از یک سری خطوط در شعر است که معمولاً این مجموعه از دیگر بندها توسط یک خط خالی یا تورفتگی جدا می‌شود. بند می‌تواند قافیه و وزن داشته باشد، هرچند می‌تواند هیچ‌یک را نداشته باشد.

## مثال
این شعر کوتاه از امیلی دیکنسون دو بند دارد که هر کدام از ۴ خط تشکیل شده‌است.
I had no time to hate, because
The grave would hinder me,
And life was not so ample I
Could finish enmity.
Nor had I time to love; but since
Some industry must be,
The little toil of love, I thought,
Was large enough for me.